# Lucilia cornicina
Lucilia cornicina este o specie de muște din genul Lucilia, familia Calliphoridae. A fost descrisă pentru prima dată de Johann Wilhelm Meigen în anul 1826. Conform Catalogue of Life specia Lucilia cornicina nu are subspecii cunoscute.